# Ieri, oggi, domani (film 1953)
Ieri, oggi, domani è un film del 1953 diretto da Silvio Laurenti Rosa.

## Produzione
Prodotto dalle Edizioni Cinematografiche di Silvio Laurenti Rosa il film ebbe scarsa distribuzione.